# Freemotion
Freemotion è il quarto album in studio della cantautrice italiana Nathalie, pubblicato il 10 gennaio 2024.

## Descrizione
Il disco non è proposto per scelta a nessuna etichetta, ed è stato autoprodotto con l'aiuto di crowdfunding e inciso completamente in digitale, durante l'arco di tre anni, in un camper attrezzato come studio di registrazione ecosostenibile con energia solare, con cui l'artista ha percorso l'Italia, principalmente tra il Lazio e l'Abruzzo. Diverse canzoni sono state scritte durante la pandemia di Covid-19 e alcuni pezzi sono stati registrati en plein air, anche con l'inserimento di suoni naturali come il canto dei grilli e degli uccelli, e il rumore della pioggia e del vento in sottofondo.
L'album, di genere pop rock e rock elettronico, sperimenta musicalità vicine anche all'indie pop, all'unplugged pop acustico, alla musica country e blues rock, con l'uso anche di sintetizzatori e tastiera elettronica in sostituzione del pianoforte. I testi sono sia in italiano (quattro canzoni) che in inglese (sei pezzi).  Dall'album sono stati estratti cinque singoli: Una canzone per noi, Lonely God, Arcobaleno, I Just Wanna Be Free, Respirando. Le versioni inglesi del primo e del terzo singolo (A Song for Us e Morning Rainbow), presenti nelle uscite delle canzoni, non sono state incluse nel disco. La canzone Respirando fu presentata con l'etichetta Hukapan di Elio e le Storie Tese nel 2022 alle selezioni per il Festival di Sanremo 2023, ma venne scartata. 
I temi portanti del disco, volutamente impegnato e sociale, sono la natura e la sua perfezione, l'ecologia, l'imperfezione umana, la denuncia e la presa di coscienza di un possibile cambiamento (Arcobaleno, Una canzone per noi), per arrivare alla libertà come liberazione dalle strutture e dagli abusi di potere (Hamsters, I Just Wanna Be Free), chiudendosi con una sorta di "ninna nanna in connessione con la natura stessa" (Your Dreams of Love, registrata in un bosco), preceduta da Il potere sentire, «brano evocativo in cui la sensibilità, la delicatezza, l'empatia, il "sentire", diventano finalmente un "potere"», quasi una dichiarazione di poetica rivolta alle piccole cose ("la mia realtà non si sente neanche... solo un breve bagliore / quando potrebbe accecare") e al non farsi rinchiudere in un recinto che "non protegge ma esclude".

## Tracce
Testi e musiche di Nathalie 
1. Arcobaleno – 3:33
2. Una canzone per noi – 3:40
3. Lonely God – 3:37
4. Hamsters – 3:12
5. Limbo – 2:29
6. I Just Wanna Be Free – 2:57
7. Respirando – 4:01
8. Illusion – 3:59
9. Il potere sentire – 4:30
10. Your Dreams of Love – 4:48

## Formazione
- Nathalie – voce, pianoforte, chitarra acustica, tastiere, sintetizzatori, guitalele, percussioni
- Daniele De Seta –  chitarra elettrica
- Danilo Menna – batteria
- Simone Massimi – basso elettrico